# هایک گریگوریان (دولتمرد)
هایک هوهانسی گریگوریان (ارمنی: Հայկ Հովհաննեսի Գրիգորյան؛ زادهٔ ۱۳ فوریهٔ ۱۹۸۴) یک سیاستمدار اهل ارمنستان است که از تاریخ ۲۰۱۲ تا تاریخ ۲۰۱۷ سمت نمایندگی دوره پنجم مجلس ملی جمهوری ارمنستان را برعهده داشت.

## زندگی‌نامه
در ۱۳ فوریهٔ ۱۹۸۴ در گوریس به دنیا آمد و از دانشگاه دولتی گوریس فارغ‌التحصیل شد. 